# Войвож (приток Козлаю)
Войвож (устар. Вой-Вож) — река в России, протекает по территории Вуктыльского округа в Республике Коми. Левая составляющая реки Козлаю, образует её слившись с рекой Лунвож в урочище Верхняя Козла. Длина реки составляет 64 км, площадь водосборного бассейна 348 км².
Река начинается в болотах близ границы с муниципальным районом Печора в 55 км к северо-западу от города Вуктыл. Река течёт на юг и юго-восток, всё течение проходит по ненаселённой, заболоченной тундре.
Притоки — Бадъвож, Весьёль (оба — левые).
Перед слиянием с Лунвожем ширина реки составляет 13 метров, скорость течения 0,9 м/с. Высота устья — 72,7 м над уровнем моря.
Система водного объекта: Козлаю → Печора → Баренцево море.

## Этимология гидронима
Войвож на языке коми означает «северный приток», от вой — «ночь», «север», «северный» и вож — «приток»<.

## Данные водного реестра
По данным государственного водного реестра России относится к Двинско-Печорскому бассейновому округу, водохозяйственный участок реки — Печора от водомерного поста у посёлка Шердино до впадения реки Уса, речной подбассейн реки — бассейны притоков Печоры до впадения Усы. Речной бассейн реки — Печора.
Код объекта в государственном водном реестре — 03050100212103000061975.